# بيسينز (إزار)
بيسينز هي بلدية في إزار في جنوب شرق فرنسا.